# Capricorn (district)
Capricorn (officieel Capricorn District Municipality) is een district in Zuid-Afrika.
Capricorn ligt in de provincie Limpopo en telt 1.261.463 inwoners.

## Gemeenten in het district[4]
- Aganang
- Blouberg
- Lepele-Nkumpi
- Molemole
- Polokwane